# Abierto Zapopan 2021 - Qualificazioni singolare
Le qualificazioni del singolare dell'Abierto Zapopan 2021 sono un torneo di tennis preliminare per accedere alla fase finale della manifestazione. Le vincitrici dell'ultimo turno sono entrati di diritto nel tabellone principale. In caso di ritiro di una o più giocatrici aventi diritto a questi sono subentrati i Lucky loser, ossia i giocatori che hanno perso nell'ultimo turno ma che avevano una classifica più alta rispetto agli altri partecipanti che avevano comunque perso nel turno finale.

## Teste di serie
1. Lauren Davis (qualificata)
2. Sara Errani (primo turno)
3. Mayar Sherif (primo turno)
4. Elisabetta Cocciaretto (qualificata)
5. Astra Sharma (qualificata)
6. Vol'ha Havarcova (ultimo turno)

1. Kristína Kučová (primo turno)
2. Harriet Dart (ultimo turno)
3. Caroline Dolehide (qualificata)
4. Usue Maitane Arconada (ultimo turno)
5. Leonie Küng (qualificata)
6. Sachia Vickery (primo turno)

### Qualificate
1. Lauren Davis
2. Leonie Küng
3. Giuliana Olmos

1. Elisabetta Cocciaretto
2. Astra Sharma
3. Caroline Dolehide

## Tabellone

### Legenda
| - Q = Qualificato - WC = Wild card - LL = Lucky loser | - ALT = Alternate - SE = Special Exempt - PR = Protected Ranking | - w/o = Walkover - r = Ritirato - d = Squalificato |

### Sezione 1
|  | Primo turno | Primo turno           | Primo turno | Primo turno | Primo turno |  |  | Ultimo turno | Ultimo turno          | Ultimo turno          | Ultimo turno | Ultimo turno |  |
|  |             |                       |             |             |             |  |  |              |                       |                       |              |              |  |
|  | 1           | Lauren Davis          | 4           | 6           | 6           |  |  |              |                       |                       |              |              |  |
|  |             | Lara Arruabarrena     | 6           | 4           | 4           |  |  | 1            | Lauren Davis          | Lauren Davis          | 6            | 6            |  |
|  |             | Dalila Jakupovič      | 3           | 6           | 3           |  |  | 10           | Usue Maitane Arconada | Usue Maitane Arconada | 1            | 0            |  |
|  | 10          | Usue Maitane Arconada | 6           | 2           | 6           |  |  |              |                       |                       |              |              |  |

### Sezione 2
|  | Primo turno | Primo turno   | Primo turno   | Primo turno | Primo turno |  |  | Ultimo turno | Ultimo turno | Ultimo turno | Ultimo turno | Ultimo turno |  |
|  |             |               |               |             |             |  |  |              |              |              |              |              |  |
|  | 2           | Sara Errani   | 6             | 4           | 3           |  |  |              |              |              |              |              |  |
|  |             | Ankita Raina  | 2             | 6           | 6           |  |  |              | Ankita Raina | Ankita Raina | 0            | 1            |  |
|  |             | Kyōka Okamura | Kyōka Okamura | 2           | 0           |  |  | 11           | Leonie Küng  | Leonie Küng  | 6            | 6            |  |
|  | 11          | Leonie Küng   | Leonie Küng   | 6           | 6           |  |  |              |              |              |              |              |  |

### Sezione 3
|  | Primo turno | Primo turno      | Primo turno      | Primo turno | Primo turno |  |  | Ultimo turno | Ultimo turno     | Ultimo turno | Ultimo turno | Ultimo turno |  |
|  |             |                  |                  |             |             |  |  |              |                  |              |              |              |  |
|  | 3           | Mayar Sherif     | Mayar Sherif     | 3           | 4           |  |  |              |                  |              |              |              |  |
|  | WC          | Giuliana Olmos   | Giuliana Olmos   | 6           | 6           |  |  | WC           | Giuliana Olmos   | 7            | 4            | 7            |  |
|  |             | Marcela Zacarías | Marcela Zacarías | 6           | 6           |  |  |              | Marcela Zacarías | 5            | 6            | 63           |  |
|  | 12          | Sachia Vickery   | Sachia Vickery   | 2           | 1           |  |  |              |                  |              |              |              |  |

### Sezione 4
|  | Primo turno | Primo turno            | Primo turno       | Primo turno | Primo turno |  |  | Ultimo turno | Ultimo turno           | Ultimo turno           | Ultimo turno | Ultimo turno |  |
|  |             |                        |                   |             |             |  |  |              |                        |                        |              |              |  |
|  | 4           | Elisabetta Cocciaretto | 6                 | 3           | 6           |  |  |              |                        |                        |              |              |  |
|  |             | Mayo Hibi              | 3                 | 6           | 4           |  |  | 4            | Elisabetta Cocciaretto | Elisabetta Cocciaretto | 7            | 6            |  |
|  |             | Varvara Lepchenko      | Varvara Lepchenko | 7           | 6           |  |  |              | Varvara Lepchenko      | Varvara Lepchenko      | 6(1)         | 4            |  |
|  | 7           | Kristína Kučová        | Kristína Kučová   | 65          | 4           |  |  |              |                        |                        |              |              |  |

### Sezione 5
|  | Primo turno | Primo turno    | Primo turno    | Primo turno | Primo turno |  |  | Ultimo turno | Ultimo turno | Ultimo turno | Ultimo turno | Ultimo turno |  |
|  |             |                |                |             |             |  |  |              |              |              |              |              |  |
|  | 5           | Astra Sharma   | Astra Sharma   | 6           | 6           |  |  |              |              |              |              |              |  |
|  |             | Kurumi Nara    | Kurumi Nara    | 1           | 1           |  |  | 5            | Astra Sharma | Astra Sharma | 6            | 6            |  |
|  | WC          | Ashlyn Krueger | Ashlyn Krueger | 2           | 3           |  |  | 8            | Harriet Dart | Harriet Dart | 3            | 2            |  |
|  | 8           | Harriet Dart   | Harriet Dart   | 6           | 6           |  |  |              |              |              |              |              |  |

### Sezione 6
|  | Primo turno | Primo turno       | Primo turno      | Primo turno | Primo turno |  |  | Ultimo turno | Ultimo turno      | Ultimo turno | Ultimo turno | Ultimo turno |  |
|  |             |                   |                  |             |             |  |  |              |                   |              |              |              |  |
|  | 6           | Vol'ha Havarcova  | Vol'ha Havarcova | 6           | 6           |  |  |              |                   |              |              |              |  |
|  |             | Katarzyna Piter   | Katarzyna Piter  | 0           | 2           |  |  | 6            | Vol'ha Havarcova  | 64           | 7            | 62           |  |
|  |             | Ellen Perez       | 3                | 7           | 4           |  |  | 9            | Caroline Dolehide | 7            | 5            | 7            |  |
|  | 9           | Caroline Dolehide | 6                | 5           | 6           |  |  |              |                   |              |              |              |  |